# De Haan (geslacht)

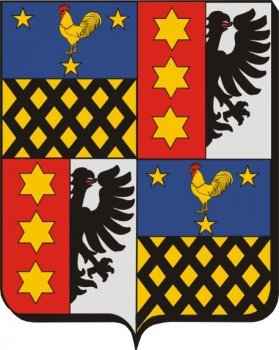
Familiewapen Bierens de Haan

De Haan (ook: Bierens de Haan en Van Breda de Haan) is een Nederlands geslacht dat kooplieden en academici voortbracht. In 1919 en laatstelijk in 1949 werd het geslacht opgenomen in het genealogisch naslagwerk Nederland's Patriciaat.

## Geschiedenis
De genealogie begint met Pieter de Haen die te Zwevegem woonde en tussen 1577 en 1580 om geloofsredenen naar de Noordelijke Nederlanden trok.
Bierens de Haan
Abraham de Haan (1795-1880), zoon van Pieter de Haan en Wijna Bierens, woonde als koopman op het landgoed en voormalig klooster Oostbroek, gelegen aan de oostzijde van de stad Utrecht. Hij was getrouwd met Catharina Jacoba Bierens (1797-1835). Zij verkregen voor zoon David (1822-1895), en nog te krijgen kinderen, bij koninklijk besluit van 20 juli 1822 toestemming de naam Bierens de Haan te voeren. 
Van Breda de Haan
Bierbrouwer Daniel Danielsz de Haan (1834-1895), een kleinzoon van Pieter de Haan en Wijna Bierens, was getrouwd met Jacoba Frederica van Breda (1839-1931), dochter van de Leidse hoogleraar plantkunde prof. dr. Jacob Gijsbertus Samuel van Breda (1788-1867). Voor hun zoon Jacob (1865-1917) werd in 1868 toestemming verkregen de naam Van Breda de Haan te voeren; in 1919 werd voor kleinzoon Jacob Gerrit Daniel van Breda de Haan (1911-1936) eenzelfde toevoeging verkregen. Beiden hadden geen nakomelingen zodat met die laatste de dubbele naam uitstierf.

## Familiewapen Bierens de Haan
Het familiewapen van Bierens de Haan is samengesteld uit het wapen van de familie de Haan en het wapen van de familie Bierens. Het familiewapen van de Haan wordt voor de bovenste helft gevormd door een gouden haan, met een drietal gouden 5-puntige sterren, tegen een blauwe achtergrond. De onderste helft bestaat uit een zwart traliewerk tegen een gouden achtergrond. Het familiewapen van Bierens de Haan bestaat uit 4 velden, waarvan 2 gevormd worden door identieke weergaven van het familiewapen de Haan. De andere 2 velden bestaan uit 2 identieke velden van het familiewapen Bierens met daarin links 3 gouden zespuntige sterren boven elkaar op een rode achtergrond en rechts een halve, zwarte adelaar tegen een zilveren achtergrond.

## Enkele telgen
Pieter de Haan (1757-1833), eerst bankier bij de fa. P. de Haan Pzn., daarna lid fa. de Haan & Zonen, lakenfabrikanten te Leiden; trouwde in 1789 met Wijna Bierens (1763-1816)
- Daniel de Haan (1791-1864), lid fa. de Haan & Zonen, lakenfabrikanten te Leiden
  - Dr. Daniel de Haan (1834-1895), bierbrouwer, wethouder van Haarlem; trouwde in 1863 met Jacoba Frederica van Breda (1839-1931)
    - Dr. Jacob van Breda de Haan (1865-1917), botanicus
    - Daniel de Haan (1869-1942), fabrikant
      - Jacob Gerrit Daniel van Breda de Haan (1911-1936), adelborst
- Abraham de Haan (1795-1880), assuradeur; trouwde in 1821 met Catharina Jacoba Bierens (1797-1835)
  - Prof. dr. David Bierens de Haan (1822-1895), wiskundige en hoogleraar
    - Dr. Johan Catharinus Justus Bierens de Haan (1867-1951), chirurg en kunstverzamelaar

  - Jan Bierens de Haan (1834-1908), lid handelsfirma's
    - Dr. Johannes Diderik Bierens de Haan (1866-1943), filosoof en predikant
      - Mr. Juliaan Marius Bierens de Haan (1912-1996),  directeur Bureau voor de Propaganda van het Nederlandse Boek van de Vereniging tot Bevordering van de Belangen des Boekhandels

    - Dr. Johan Bierens de Haan (1883-1958), bioloog en dierpsycholoog
- Mr. Christiaan de Haan (1796-1889), president Raad van Justitie te Semarang, daarna oprichter en president Javasche Bank te Batavia
- Wilhem de Haan (1801-1855), zoöloog

## Trivia
In Rotterdam-Zuid (Lombardijen) bestaat een Bierens de Haanweg. Deze straat ligt in de Karl-Marxbuurt met vele straten die naar (inter)nationale filosofen zijn vernoemd. De straat refereert aan de Nederlandse filosoof dr. J.D. Bierens de Haan. In Amsterdam-West (Sloten) bestaat een Bierens de Haanstraat, eveneens in een filosofenbuurt.    